# Саут-Голланд (Іллінойс)
Саут-Голланд (англ. South Holland) — селище (англ. village) в США, в окрузі Кук штату Іллінойс. Населення — 21 465 осіб (2020).

## Географія
Саут-Голланд розташований за координатами 41°35′53″ пн. ш. 87°36′10″ зх. д. / 41.59806° пн. ш. 87.60278° зх. д. (41.598163, -87.602659).  За даними Бюро перепису населення США в 2010 році селище мало площу 18,86 км², з яких 18,82 км² — суходіл та 0,04 км² — водойми.

## Демографія
Згідно з переписом 2010 року, у селищі мешкало 22 030 осіб у 7382 домогосподарствах у складі 5696 родин. Густота населення становила 1168 осіб/км².  Було 7797 помешкань (413/км²).
Расовий склад населення:
| - 74,2 % — чорних або афроамериканців - 20,5 % — білих - 0,6 % — азіатів - 0,2 % — корінних американців - 3,0 % — осіб інших рас |

До двох чи більше рас належало 1,5 %. Частка іспаномовних становила 5,8 % від усіх жителів.
За віковим діапазоном населення розподілялося таким чином: 24,9 % — особи молодші 18 років, 58,2 % — особи у віці 18—64 років, 16,9 % — особи у віці 65 років та старші. Медіана віку мешканця становила 41,9 року. На 100 осіб жіночої статі у селищі припадало 86,3 чоловіків;  на 100 жінок у віці від 18 років та старших — 81,8 чоловіків також старших 18 років.
Середній дохід на одне домашнє господарство  становив 76 075 доларів США (медіана — 66 010), а середній дохід на одну сім'ю — 83 385 доларів (медіана — 74 762). Медіана доходів становила 52 226 доларів для чоловіків та 50 599 доларів для жінок. За межею бідності перебувало 9,3 % осіб, у тому числі 12,2 % дітей у віці до 18 років та 5,7 % осіб у віці 65 років та старших.
Цивільне працевлаштоване населення становило 9345 осіб. Основні галузі зайнятості: освіта, охорона здоров'я та соціальна допомога — 28,6 %, транспорт — 10,5 %, фінанси, страхування та нерухомість — 9,1 %, науковці, спеціалісти, менеджери — 8,8 %.